# Färöische Fußballmeisterschaft 2023
Die Färöische Fußballmeisterschaft 2023 war die 81. Saison der höchsten färöischen Fußballliga. Die Liga heißt offiziell Betrideildin nach dem Hauptsponsor Betri Banki. Sie startete am 4. März 2023 mit dem Spiel zwischen 07 Vestur und ÍF Fuglafjørður und endete am 29. Oktober 2023.
Die Aufsteiger ÍF Fuglafjørður und TB Tvøroyri kehrten nach jeweils einem Jahr in die höchste Spielklasse zurück. Meister wurde Titelverteidiger KÍ Klaksvík, die den Titel somit zum dritten Mal in Folge und zum 21. Mal insgesamt erringen konnten. Absteigen mussten hingegen AB Argir nach zwei Jahren sowie TB Tvøroyri nach einem Jahr Erstklassigkeit.
Im Vergleich zur Vorsaison verschlechterte sich die Torquote auf 3,15 pro Spiel, was den niedrigsten Schnitt seit 2018 bedeutete. Den höchsten Sieg erzielte Víkingur Gøta mit einem 8:0 im Heimspiel gegen EB/Streymur am 26. Spieltag. Das torreichste Spiel absolvierten ÍF Fuglafjørður und HB Tórshavn mit einem 2:7 am 18. Spieltag.

## Modus
In der Betrideildin spielte jede Mannschaft an 27 Spieltagen jeweils drei Mal gegeneinander. Die punktbeste Mannschaft am Saisonende wurde Meister und nahm an der Qualifikation zur Champions League teil, während die letzten beiden Mannschaften in die 1. Deild, die färöische Zweitklassigkeit, abstiegen.

## Saisonverlauf

### Meisterschaftsentscheidung
KÍ Klaksvík stand von Anfang bis Ende auf Platz eins. An den ersten 17 Spieltagen war KÍ jeweils siegreich, erst am 18. Spieltag verloren sie das Auswärtsspiel gegen Víkingur Gøta mit 1:2 und gaben somit erstmalig Punkte ab. Nach einem 5:0-Heimsieg gegen ÍF Fuglafjørður und einer 0:6-Auswärtsniederlage des damaligen Tabellenzweiten B36 Tórshavn bei Víkingur Gøta am 23. Spieltag stand die Meisterschaft fest.

### Abstiegskampf
Nur drei Unentschieden am den ersten sechs Spieltagen bedeuteten den vorletzten Platz für B68 Toftir. Nach zwei Siegen, auswärts mit 3:1 gegen ÍF Fuglafjørður sowie 1:0 zu Hause gegen AB Argir, kletterte B68 auf den sechsten Platz. Ab dem 20. Spieltag wurde durchgängig der siebte Platz belegt.
ÍF Fuglafjørður startete mit drei Siegen aus den ersten sechs Spielen gut in die Saison und stand somit auf dem vierten Platz. 15 Niederlagen aus den folgenden 16 Spielen ließen ÍF bis ans Tabellenende fallen. Dieses wurde nach einem 3:1-Sieg im Heimspiel gegen AB Argir am 23. Spieltag verlassen.
AB Argir befand sich ab dem zweiten Spieltag durchgängig auf einem der beiden Abstiegsplätze. Erst am siebten Spieltag gelang durch ein 0:0 im Heimspiel gegen TB Tvøroyri der erste Punktgewinn, am 13. Spieltag nach einem 2:0 im Heimspiel gegen ÍF Fuglafjørður der erste Sieg.
Nach drei Niederlagen zu Saisonbeginn und einem 2:1-Sieg gegen 07 Vestur am fünften Spieltag konnte TB Tvøroyri erstmalig die Abstiegsränge verlassen. Durch vier Siege in drei Spielen ab dem zwölften Spieltag kletterte TB sogar bis auf Rang sechs. Ab dem 16. Spieltag gelang mit einem 1:1 im Auswärtsspiel gegen B36 Tórshavn jedoch nur noch ein einziger Punktgewinn bis zum Saisonende, was den Absturz auf den achten Platz bis zum 25. Spieltag bedeutete.
Am 26. Spieltag spielten die letzten vier Mannschaften in der Tabelle direkt gegeneinander. Während sich B68 Toftir und AB Argir mit einem 2:2 die Punkte teilten, gewann ÍF Fuglafjørður sein Heimspiel mit 1:0 gegen TB Tvøroyri und zog somit an denen vorbei. Gleichzeitig bedeutete dies den Abstieg für AB. Am letzten Spieltag hätte TB sein Heimspiel gegen 07 Vestur gewinnen müssen, verlor jedoch mit 0:1 und stand somit als zweiter Absteiger fest.

## Vereine
| Mannschaft      | Stadion          | Spielort     |
| --------------- | ---------------- | ------------ |
| 07 Vestur       | á Dungasandi     | Sørvágur     |
| AB Argir        | Skansi Arena     | Argir        |
| B36 Tórshavn    | Gundadalur       | Tórshavn     |
| B68 Toftir      | Tofta Leikvøllur | Toftir       |
| EB/Streymur     | í Hólmanum       | Eiði         |
| HB Tórshavn     | Gundadalur (13)  | Tórshavn     |
| HB Tórshavn     | Tórsvøllur (1)   | Tórshavn     |
| ÍF Fuglafjørður | Í Fløtugerði     | Fuglafjørður |
| KÍ Klaksvík     | Við Djúpumýrar   | Klaksvík     |
| TB Tvøroyri     | Við Stórá (12)   | Trongisvágur |
| TB Tvøroyri     | Tórsvøllur (1)   | Tórshavn     |
| Víkingur Gøta   | Sarpugerði       | Norðragøta   |

## Abschlusstabelle
| Pl. | Verein              | Sp. | S  | U  | N  | Tore    | Diff. | Punkte |
| --- | ------------------- | --- | -- | -- | -- | ------- | ----- | ------ |
| 1.  | KÍ Klaksvík (M)     | 27  | 21 | 4  | 2  | 066:190 | +47   | 67     |
| 2.  | Víkingur Gøta (P)   | 27  | 19 | 3  | 5  | 076:230 | +53   | 60     |
| 3.  | HB Tórshavn         | 27  | 18 | 4  | 5  | 068:230 | +45   | 58     |
| 4.  | B36 Tórshavn        | 27  | 18 | 3  | 6  | 054:270 | +27   | 57     |
| 5.  | 07 Vestur           | 27  | 12 | 4  | 11 | 042:410 | +1    | 40     |
| 6.  | EB/Streymur         | 27  | 7  | 4  | 16 | 025:530 | −28   | 25     |
| 7.  | B68 Toftir          | 27  | 4  | 11 | 12 | 029:480 | −19   | 23     |
| 8.  | ÍF Fuglafjørður (N) | 27  | 6  | 2  | 19 | 023:670 | −44   | 20     |
| 9.  | AB Argir            | 27  | 5  | 3  | 19 | 027:630 | −36   | 18     |
| 10. | TB Tvøroyri (N)     | 27  | 4  | 4  | 19 | 015:610 | −46   | 16     |

| (M) | Meister 2022     |
| (P) | Pokalsieger 2022 |

## Kreuztabelle
| 2023            | 07 Vestur | 07 Vestur | AB Argir | AB Argir | B36 Tórshavn | B36 Tórshavn | B68 Toftir | B68 Toftir | EB/Streymur | EB/Streymur | HB Tórshavn | HB Tórshavn | ÍF Fuglafjørður | ÍF Fuglafjørður | KÍ Klaksvík | KÍ Klaksvík | TB Tvøroyri | TB Tvøroyri | Víkingur Gøta | Víkingur Gøta |
| --------------- | --------- | --------- | -------- | -------- | ------------ | ------------ | ---------- | ---------- | ----------- | ----------- | ----------- | ----------- | --------------- | --------------- | ----------- | ----------- | ----------- | ----------- | ------------- | ------------- |
| 07 Vestur       |           |           | 2:1      | ―        | 2:2          | ―            | 1:1        | 0:1        | 3:1         | 1:1         | 1:3         | 2:1         | 1:0             | ―               | 1:3         | 0:3         | 2:0         | ―           | 1:2           | 3:2           |
| AB Argir        | 1:2       | 2:0       |          |          | 0:2          | 3:2          | 3:1        | ―          | 1:3         | ―           | 2:4         | ―           | 1:0             | ―               | 0:2         | 1:1         | 0:0         | 3:0         | 0:4           | ―             |
| B36 Tórshavn    | 3:2       | 3:1       | 2:1      | ―        |              |              | 2:0        | 2:0        | 2:1         | ―           | 0:2         | 0:0         | 5:1             | 1:0             | 2:3         | 0:0         | 4:0         | ―           | 2:1           | ―             |
| B68 Toftir      | 2:3       | ―         | 1:0      | 2:2      | 0:1          | ―            |            |            | 0:0         | 2:2         | 0:2         | ―           | 3:1             | ―               | 0:5         | 1:2         | 1:1         | 1:1         | 3:3           | 0:3           |
| EB/Streymur     | 0:5       | ―         | 2:0      | 4:1      | 1:2          | 0:3          | 2:0        | ―          |             |             | 0:3         | 0:1         | 2:1             | ―               | 0:2         | ―           | 2:1         | 0:1         | 0:2           | ―             |
| HB Tórshavn     | 2:0       | ―         | 4:0      | 5:0      | 1:0          | ―            | 4:1        | 3:3        | 6:1         | ―           |             |             | 4:1             | 3:1             | 0:1         | 1:2         | 4:0         | ―           | 1:1           | 1:2           |
| ÍF Fuglafjørður | 1:2       | 0:3       | 2:0      | 3:1      | 0:3          | ―            | 1:3        | 0:0        | 3:0         | 0:0         | 2:7         | ―           |                 |                 | 1:7         | ―           | 1:0         | ―           | 0:1           | 1:7           |
| KÍ Klaksvík     | 1:1       | ―         | 2:1      | ―        | 2:1          | ―            | 1:1        | ―          | 1:0         | 3:2         | 2:0         | ―           | 1:0             | 5:0             |             |             | 7:1         | 1:0         | 2:0           | 1:2           |
| TB Tvøroyri     | 2:1       | 0:1       | 3:2      | ―        | 0:4          | 0:3          | 2:1        | ―          | 0:1         | ―           | 0:0         | 1:4         | 0:1             | 1:2             | 1:5         | ―           |             |             | 0:2           | ―             |
| Víkingur Gøta   | 3:1       | ―         | 5:0      | 5:0      | 0:3          | 6:0          | 1:1        | ―          | 1:0         | 8:0         | 0:2         | ―           | 5:0             | ―               | 2:1         | ―           | 7:0         | 1:0         |               |               |

## Torschützenliste
Bei gleicher Anzahl von Treffern sind die Spieler nach dem Nachnamen alphabetisch geordnet.
| Pl. | Name               | Team          | Tore |
| --- | ------------------ | ------------- | ---- |
| 1.  | Sølvi Vatnhamar    | Vikingur Gota | 21   |
| 2.  | Adrian Justinussen | HB Tórshavn   | 17   |
| 2.  | Páll Klettskarð    | KÍ Klaksvík   | 17   |
| 4.  | Martin Klein       | Vikingur Gota | 16   |
| 5.  | Mikkel Dahl        | HB Tórshavn   | 15   |
| 6.  | Árni Frederiksberg | KÍ Klaksvík   | 13   |
| 7.  | Brian Jakobsen     | AB Argir      | 11   |
| 7.  | Valērijs Šabala    | B36 Tórshavn  | 11   |
| 9.  | Bjarki Nielsen     | B36 Tórshavn  | 10   |
| 10. | Olaf Bárðarson     | Vikingur Gota | 09   |

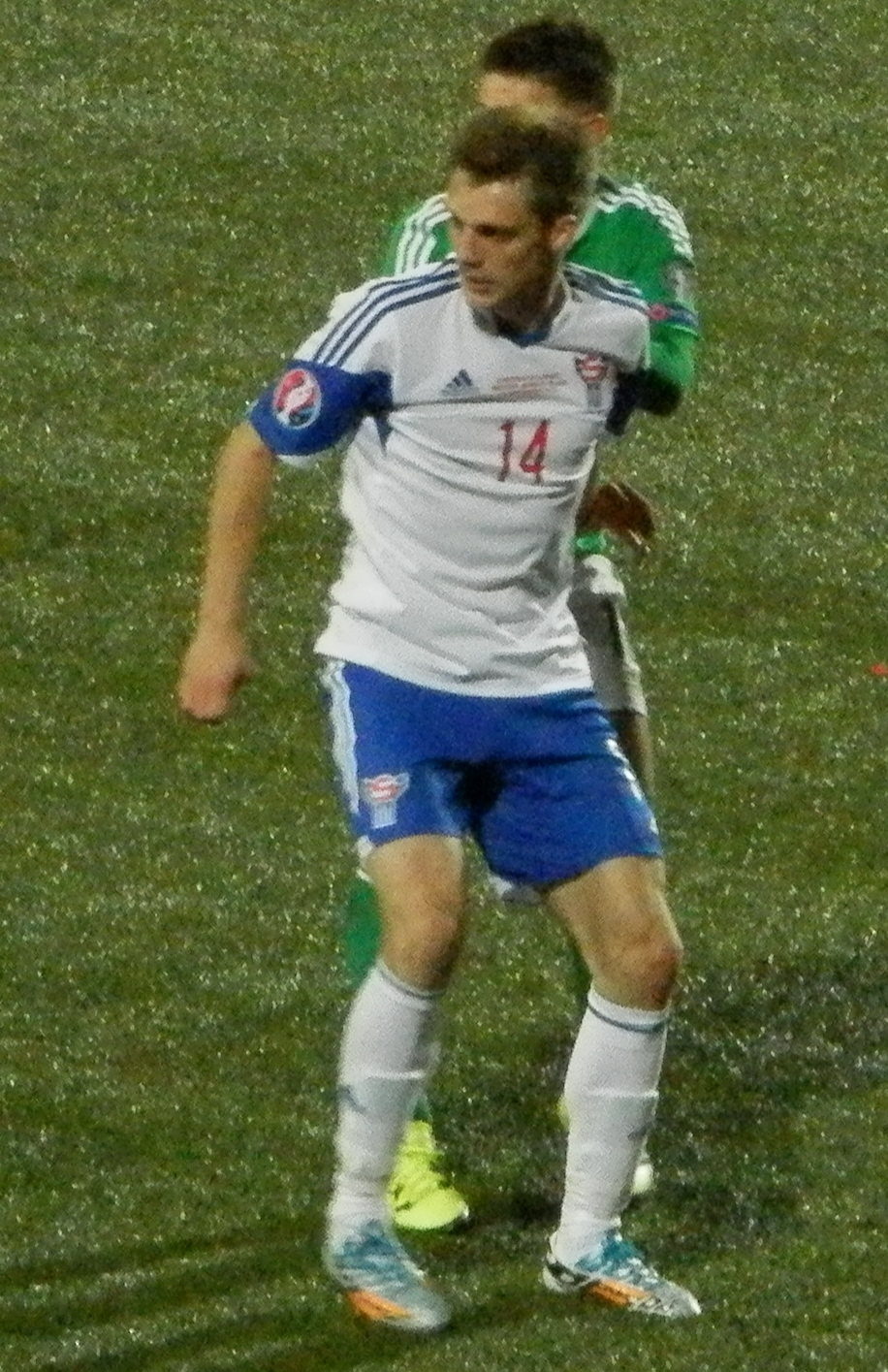
Torschützenkönig Sølvi Vatnhamar

Dies war nach 2022 der zweite Titel für Sølvi Vatnhamar.

## Trainer
| Mannschaft      | Trainer              | Spieltage |
| --------------- | -------------------- | --------- |
| 07 Vestur       | Michael Schjønberg   | 01–15     |
| 07 Vestur       | Lars Arne Nilsen     | 16–27     |
| AB Argir        | Henrik Larsen        | 01–10     |
| AB Argir        | Morten Overgaard     | 11–15     |
| AB Argir        | Símun Eliasen        | 16–27     |
| B36 Tórshavn    | Dan Brimsvík         | 01–27     |
| B68 Toftir      | Jákup á Borg         | 01–27     |
| EB/Streymur     | Sigfríður Clementsen | 01–27     |
| HB Tórshavn     | Dalibor Savic        | 01–06     |
| HB Tórshavn     | Jákup Martin Joensen | 07–27     |
| ÍF Fuglafjørður | Aleksandar Jovević   | 01–27     |
| KÍ Klaksvík     | Magne Hoseth         | 01–27     |
| TB Tvøroyri     | Karl Øster           | 01        |
| TB Tvøroyri     | Zoran Pavlovic       | 02–05     |
| TB Tvøroyri     | Tummas Djurhuus      | 06–27     |
| Víkingur Gøta   | Jóhan Petur Poulsen  | 01–27     |

Während der Saison gab es bei vier Mannschaften Trainerwechsel. AB Argir verbesserte sich nach dem zweiten Trainerwechsel um eine Position auf den neunten Rang, TB Tvøroyri hingegen verschlechterte sich vom achten auf den letzten Platz. Für 07 Vestur und HB Tórshavn hatte der Trainerwechsel hingegen keine Auswirkungen auf die Tabellenposition.

## Schiedsrichter
Folgende Schiedsrichter, darunter auch jeweils einer aus Dänemark, Finnland, Norwegen und Schweden, leiteten die 135 Erstligaspiele:
| Name                      | Stammverein     | Spiele |
| ------------------------- | --------------- | ------ |
| Jóhan Hendrik Ellefsen    | MB Miðvágur     | 16     |
| Dagfinn Forná             | NSÍ Runavík     | 16     |
| Rúni Gaardbo              | B68 Toftir      | 15     |
| Eiler Rasmussen           | AB Argir        | 13     |
| Kári á Høvdanum           | Víkingur Gøta   | 12     |
| Alex Troleis              | B68 Toftir      | 12     |
| Bjarki Danielsen          | NSÍ Runavík     | 10     |
| Petur Reinert             | Víkingur Gøta   | 10     |
| Heini Viðoy               | Undrið FF       | 07     |
| Runi Olsen                | MB Miðvágur     | 06     |
| Áki Leitisstein Hansen    | FC Hoyvík       | 05     |
| Rani Andrasson Skaalum    | Undrið FF       | 05     |
| Jákup Øssursson Mohr      | ÍF Fuglafjørður | 04     |
| Árni Brandsson Petersen   | KÍ Klaksvík     | 02     |
| Jørgen Haugen             | -               | 01     |
| Erik Mattsson             | -               | 01     |
| Jacob Tornbjerg Rasmussen | -               | 01     |
| Matti Roth                | -               | 01     |

## Die Meistermannschaft
In Klammern sind die Anzahl der Einsätze sowie die dabei erzielten Tore genannt.
| 1. | KÍ Klaksvík |
|    | Latif Ahmed (12/0) \| Dávid Andreasen (4/0) \| Jákup Andreasen (25/2) \| Jóannes Danielsen (21/4) \| Odmar Færø (25/3) \| Vegard Forren (17/1) \| Árni Frederiksberg (27/13) \| Olaf Hansen (1/0) \| Silas Gaard (4/0) \| Sivert Gussiås (23/3) \| Hallur Hansson (6/1) \| René Joensen (19/2) \| Jonn Johannessen (4/1) \| Nils Jonatan Johansson (6/0) \| Jóhan Josephsen (7/1) \| Símun Kalsø (8/0) \| Luc Kassi (24/4) \| Páll Klettskarð (23/17) \| Claes Kronberg (21/6) \| Hannis Matras (4/0) \| Mads Mikkelsen (21/2) \| Deni Pavlovic (22/1) \| Børge Petersen (16/0) \| Markus Pettersen (16/0) \| Óli Poulsen (17/1) \| Patrick da Silva (19/0) \| Géza Tamás Turi (1/0) \| Heini Vatnsdal (12/0) \| Jákup Vilhelmsen (1/1) - Trainer: Magne Hoseth |

## Nationaler Pokal
Im Landespokal gewann HB Tórshavn im Elfmeterschießen gegen B68 Toftir.

## Europapokal
2023/24 trat KÍ Klaksvík als Meister des Vorjahres in der 1. Qualifikationsrunde zur Champions League an. Dort setzen sie sich mit 0:0 und 3:0 gegen Ferencváros Budapest (Ungarn) durch. In der 2. Qualifikationsrunde wurde BK Häcken (Schweden) nach einem 0:0 und 3:3 nach Verlängerung im Elfmeterschießen geschlagen. In der 3. Qualifikationsrunde hieß der Gegner Molde FK (Norwegen). Das Heimspiel konnte mit 2:1 gewonnen werden, durch die 0:2-Niederlage nach Verlängerung wurden die Play-offs zur Europa League erreicht. Das Hinspiel gegen Sheriff Tiraspol (Moldawien) endete 1:1, im Rückspiel unterlag KÍ auswärts mit 1:2 und erreichte somit die Gruppenphase der UEFA Europa Conference League, in der sie Letzter ihrer Gruppe wurden.
Víkingur Gøta schied als Pokalsieger in der 1. Qualifikationsrunde zur UEFA Europa Conference League gegen Inter Club d’Escaldes (Andorra) nach einem 1:2 im Auswärtsspiel und einem anschließenden 1:1 zu Hause aus.
HB Tórshavn startete in der 1. Qualifikationsrunde zur UEFA Europa Conference League und unterlag Derry City (Irland) nach einem 0:0 zu Hause auswärts mit 0:1 und schied somit aus.
B36 Tórshavn setzte sich in der 1. Qualifikationsrunde zur UEFA Europa Conference League gegen Paide Linnameeskond (Estland) durch. Das Heimspiel endete 0:0, im Auswärtsspiel gewann B36 mit 2:0 nach Verlängerung. In der 2. Qualifikationsrunde konnte Haverfordwest County AFC (Wales) nach einem 2:1 und einem 1:1 nach Verlängerung bezwungen werden, ehe B36 Tórshavn in der 3. Qualifikationsrunde HNK Rijeka (Kroatien) mit 1:3 und 0:2 unterlag.